# 佐藤美樹 (キャスター)
佐藤 美樹（さとう みき、1990年2月24日 - ）は、ジョイスタッフ所属のフリーアナウンサー。2016年（平成28年）4月以降とちぎテレビに出演している。
ほかに、tvk ハマナビのナビゲーター、 BSジャパン「日経モーニングプラス(探検！アサノミクス)」 グリーンチャンネル 中央競馬中継パドック進行 テレビ朝日 スーパーJチャンネルリポーターなど。

## 来歴・人物
福島県喜多方市出身。身長156センチ。福島県立喜多方高等学校卒業。群馬大学社会情報学部情報行動学科在学中に同大学のミスコンテストでファイナリストになる女子アナウンサー大図鑑 佐藤美樹。
佐藤美樹 『群馬大学ミスコンテスト2010』。またその頃、日本テレビ「恋のから騒ぎ」にから騒ぎメンバーとして出演していた。2008年（平成20年）9月、オーディションを経てウェザーニューズの第10期お天気キャスターに就任。2012年（平成24年）から2015年（平成27年）3月までNHK前橋放送局のキャスターを務めた。
2015年（平成27年）4月から翌年3月まではテレビ埼玉の生活情報番組「ごごたま」のアシスタントを月曜日から金曜日に担当していた。
2016年（平成28年）4月からはとちぎテレビのニュース番組「とちテレニュースLIFE」のアナウンサーを木・金曜日に担当している。趣味はラーメン屋めぐり、プロレス観戦、ホットヨガで、柔道の有段者（初段）でもある。その他にも様々な番組にリポーターとして出演。

## 出演番組
- とちテレニュースLIFE（2016年 -、とちぎテレビ）- キャスター
- ハマナビ（2016年4月 - 2023年3月、tvk）- ナビゲーター
- グリーンチャンネル「中央競馬全レース中継」
  - パドック進行担当（- 2018年）
  - 日曜日午前キャスター（2019年 - 2020年）
- よじごじDays（2018年4月30日 -、テレビ東京）  - 中継リポーター
- 日経モーニングプラスFT（金曜日担当、2022年6月3日 -2025年3月28日）サブキャスター・不定期でメインも担当
- NIKKEI NEWS NEXT（2024年7月1日 -）不定期でメイン担当（八木ひとみキャスター休演時）

## その他
- 徹底討論「次世代電池の本命は」(MC、オンライン開催)[11][12]